# Cyptotrama pauperum
Cyptotrama pauperum är en svampart som beskrevs av Singer 1989. Cyptotrama pauperum ingår i släktet Cyptotrama och familjen Physalacriaceae.   Inga underarter finns listade i Catalogue of Life.